# Piper pervenosum
Piper pervenosum är en pepparväxtart som beskrevs av C. Dc.. Piper pervenosum ingår i släktet Piper och familjen pepparväxter. Inga underarter finns listade i Catalogue of Life.